# Хатфилд (город, Миннесота)
Хатфилд (англ. Hatfield) — город в округе Пайпстон, штат Миннесота, США. На площади 7,1 км² (7,1 км² — суша, водоёмов нет), согласно переписи 2002 года, проживают 47 человек. Плотность населения составляет 6,6 чел./км².
- Телефонный код города — 507
- Почтовый индекс — 56164
- FIPS-код города — 27-27566[1]
- GNIS-идентификатор — 0644720[2]